# Some
Pour plus de détails, voir Fiche technique et Distribution.
Some (썸) est un film sud-coréen réalisé par Chang Yoon-hyun, sorti le 15 octobre 2004.

## Synopsis
Hong, un agent des stups, est impliqué dans un trafic de drogue. Le jeune inspecteur Sung-joo, qui travaillait en couverture sous les ordres de Hong, mène son enquête pour rétablir l'honneur de son supérieur. C'est alors qu'il rencontre Yu-jin, une reporter qui aurait la clé du mystère...

## Fiche technique
- Titre : Some
- Titre original : 썸
- Réalisation : Chang Yoon-hyun
- Scénario : Kim Eun-jeong et Kim Eun-shil
- Photographie : Kim Seong-bok
- Montage : Nam Na-yeong
- Musique : Jo Yeong-wook
- Production : Kim Hye-suk
- Société de distribution : Cinema Service
- Pays d'origine : Corée du Sud
- Format : Couleurs - 1,85:1 - Dolby Digital - 35 mm
- Genre : Policier
- Durée : 118 minutes
- Date de sortie : 15 octobre 2004 (Corée du Sud)

## Distribution
- Ko Soo : Kang Sung-joo
- Song Ji-hyo : Seo Yu-jin
- Lee Dong-kyu : Min Jae-il
- Kang Sung-jin : Officier Lee
- Jo Kyeong-hun : Officier Chu
- Kang Shin-il : Chef Oh
- Jeong Myeong-jun : Chef Kim
- Jo Mun-hong : Le Black